# 新堂村
新堂村（しんどうむら）は、大阪府南河内郡にあった村。現在の富田林市の北部、近鉄長野線・富田林駅の北方一帯にあたる。

## 地理
- 河川 ： 石川

## 歴史
- 1889年（明治22年）4月1日 - 町村制の施行により、石川郡新堂村・中野村の区域をもって発足。
- 1896年（明治29年）4月1日 - 所属郡が南河内郡に変更。
- 1942年（昭和17年）4月1日 - 富田林町・喜志村・大伴村・川西村・錦郡村・彼方村と合併し、改めて富田林町が発足。同日新堂村廃止。

## 交通

### 鉄道路線
- 大阪鉄道
  - 長野線（現・近鉄長野線）
    - 旭ヶ岡駅（1974年廃止）